# Apple M1

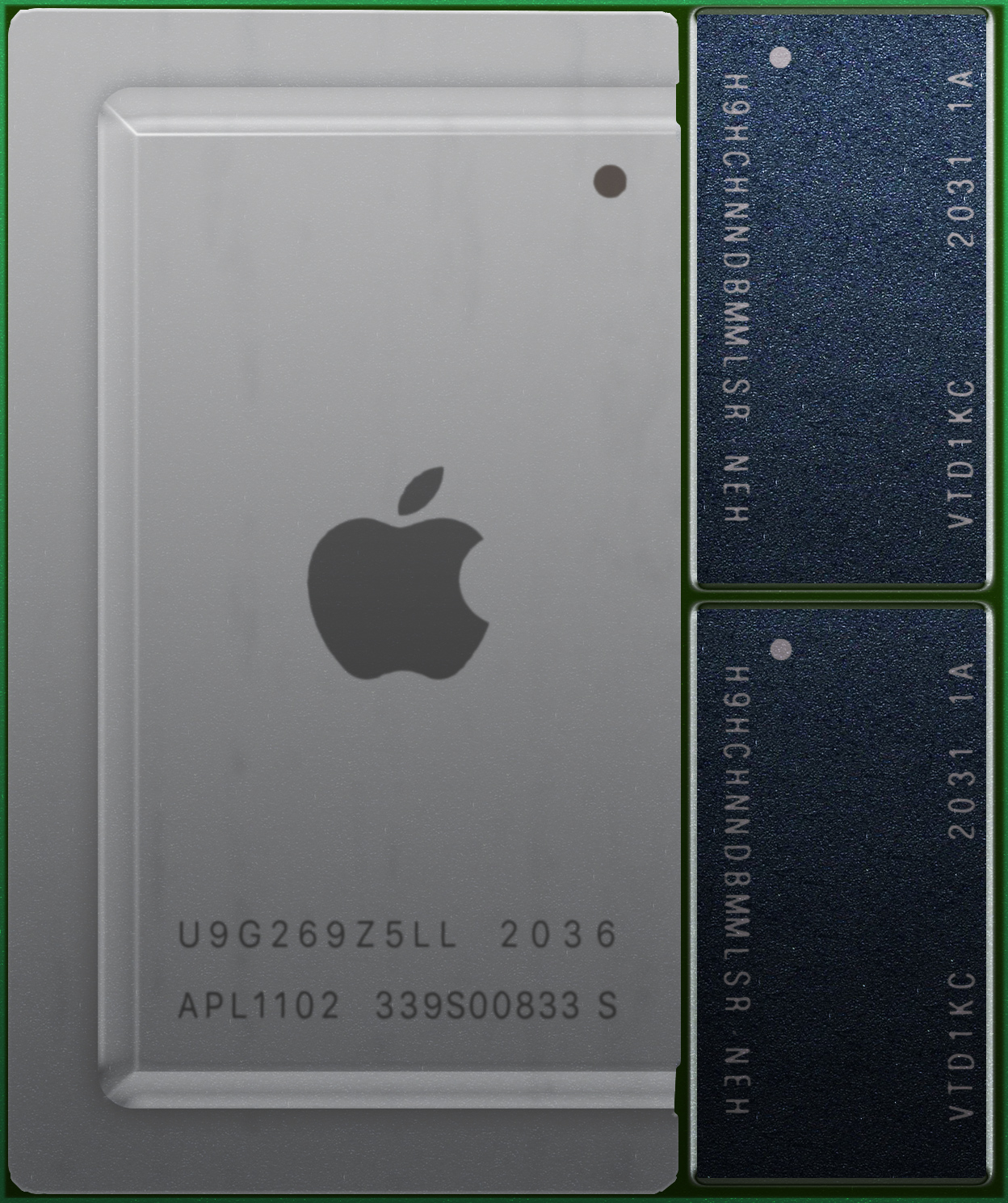
Apple M1 chip

Apple M1 är Apples första egenproducerade system-on-a-chip framtagen speciellt för Mac. Apple M1 är baserad på ARM och är därför gjord att användas för olika typer av applikationer. Apple M1 är inspirerad av deras A14 Bionic-chip som används i bland annat iPhone 12 och iPad Air 2020.

## Struktur
Processorn består av totalt åtta kärnor. Fyra av kärnorna är högpresterande kärnor för att köra tunga uppgifter, och fyra högeffektiva kärnor för att hantera lättare uppgifter. M1 har en integrerad grafikprocessor med åtta kärnor. Apple har också integrerat en 16-kärnig processor som kallas Neural Engine för mer kraftfull maskininlärning.  

### Minne
Alla M1 kommer med antingen 8 eller 16 GB. På Mac kan detta konfigureras fritt vid leverans, men på iPad beror storleken på arbetsminnet på enhetens lagringsstorlek. Minnet på M1 är av typen LPDDR4X SDRAM med en hastighet på 4266 MHz.
Minnet i M1 är av typen  'unified memory' . Unifierat minne delas av både processorn och grafikprocessorn. M1 har en övre fysisk gräns på 16 GB, och kan alltså inte levereras med större arbetsminne.

## M1 och tablets
Femte generationens iPad Pro lanserades den 13 april 2021 med Apple M1 som processor. Föregångaren iPad Pro fjärde generationen levererades med  'A12Z Bionic' . Det är en processor av samma typ "system på ett chip" med minne, processor och grafikprocessor integrerade i själva processorchippet.